# Censis
Le Censis (Centre d'études en investissement social - Centro Studi Investimenti Sociali) est un institut italien de recherche socioéconomique fondé par Giuseppe De Rita, en 1964.
En 1973, grâce à la participation de quelques organismes publics et privés, il devient une Fondation reconnue par le décret D.P.R. no 712. Depuis sa création, le Censis a développé des activités d’études et de conseils dans de multiples secteurs de la société italienne, à savoir, la formation, le travail, la santé, l’environnement, l’économie et la culture.
Ses clients sont principalement les grandes organisations centrales et locales de l’état (les ministères), les collectivités locales (Communes, Provinces et Régions), mais aussi les grandes entreprises privées et publiques ainsi que les organismes nationaux et internationaux.
Ses publications font référence et sont prises en compte dans les programmes à longue échéance.

## Sources
- (it) Cet article est partiellement ou en totalité issu de l’article de Wikipédia en italien intitulé « Censis » (voir la liste des auteurs).